# Fésűs Bea
Fésűs Bea (1979. november 22. –) magyar színésznő, szinkronszínész. 
Főként szinkronizál, de voltak színpadi szerepei és játszott Zsaruvér és Csigavér filmekben is.

## Színpadi szerepei
A Színházi adattárban regisztrált bemutatóinak száma: 1.
- Barta Lajos: Szerelem – Böske, Szalayék lánya (bemutató: 1999. december 20., Magyar Honvédség Művelődési Háza)

## Filmszerepei
- Zsaruvér és Csigavér I.: A királyné nyakéke (2001)
- Zsaruvér és Csigavér II.: Több tonna kámfor (2002)

## Szinkronszerepei

### Filmek
| Cím                                          | Szereplő                                  | Színész                      |
| -------------------------------------------- | ----------------------------------------- | ---------------------------- |
| A beavatott                                  | további magyar hang                       |                              |
| A beavatott-sorozat: A lázadó                | további magyar hang                       |                              |
| A bunker                                     | Frau Christian                            | Alison Svoboda               |
| A csontevő                                   | további magyar hang                       |                              |
| A főnököm lánya                              | további magyar hang                       |                              |
| A guru                                       | további magyar hang                       |                              |
| A hívás                                      | további magyar hang                       |                              |
| A jó pasi                                    | további magyar hang                       |                              |
| A klánok háborúja                            | további magyar hang                       |                              |
| A kupa                                       | további magyar hang                       |                              |
| A kút és az inga                             | Catherine                                 | Luana Anders                 |
| A lény 3.                                    | további magyar hang                       |                              |
| A nagy szépség                               | további magyar hang                       |                              |
| A nemzet aranya: Titkok könyve               | további magyar hang                       |                              |
| A rettegés arénája                           | további magyar hang                       |                              |
| A repülő guillotine 2.                       | további magyar hang                       |                              |
| A szívem érted RAPes                         | Lindsay                                   | Kim Tlusty                   |
| A suttyó család Amerikában                   | további magyar hang                       |                              |
| A tó szelleme                                | további magyar hang                       |                              |
| A vad Kurdisztánon át                        | Benda                                     | Gloria Cámara                |
| Az 5 nindzsa elem                            | további magyar hang                       |                              |
| Az Atlantisz leáll                           | Mary                                      | Darla Grese                  |
| Az elnök végveszélyben                       | további magyar hang                       |                              |
| Az ezüst oroszlán birodalmában               | Benda (2. szinkronváltozat)               | Gloria Cámara                |
| Az ötcentes mozi                             | további magyar hang (2. szinkronváltozat) |                              |
| Az elveszett sziget kalandorai               | további magyar hang                       |                              |
| Amerikai gengszter                           | további magyar hang                       |                              |
| Azumi 2. – Szerelem vagy halál               | Kozue                                     | Kurijama Csiaki              |
| Állatfarm                                    | Tehén (hangja)                            |                              |
| Árnyékból a fényre                           | további magyar hang                       |                              |
| Bernadette                                   | további magyar hang                       |                              |
| Bibi Blocksberg és a varázsgömb              | Edwina; nő a TV-ben                       | Mareike Lindenmeyer          |
| BloodRayne - Az igazság árnyékában           | Katarin                                   | Michelle Rodriguez           |
| Borzongás                                    | Kate                                      | Franka Potente               |
| Bratz – Talpra csajok!                       | Sasha                                     | Logan Browning               |
| Buliszerviz 2. – Taj előmenetele             | további magyar hang                       |                              |
| Bűbáj                                        | további magyar hang                       |                              |
| Csillagok között                             | további magyar hang                       |                              |
| Doktor Zsivágó                               | cselédlány                                |                              |
| Dögölj meg, édes!                            | további magyar hang                       |                              |
| Dr. Goldfoot és a lánybombák                 | további magyar hang                       |                              |
| Egy bűntény                                  | további magyar hang                       |                              |
| Egy szoknya, egy szoknya                     | további magyar hang                       |                              |
| Elit halálosztók                             | további magyar hang                       |                              |
| Euro Túra                                    | Madame Vandersexxx                        | Lucy Lawless                 |
| Éjjeli féreg                                 | további magyar hang                       |                              |
| Foglalkozása: bűnbak                         | további magyar hang                       |                              |
| Fura esetek                                  | további magyar hang                       |                              |
| Gengszterklip                                | további magyar hang                       |                              |
| Gén 13                                       | további magyar hang (2. szinkronváltozat) |                              |
| Gimiboszi                                    | további magyar hang                       |                              |
| Hajrá, csajok! 4.                            | Chelsea                                   | Jennifer Tisdale             |
| Halhatatlanok                                | további magyar hang                       |                              |
| Halloween – Feltámadás                       | Laurie Strode                             | Jamie Lee Curtis             |
| Harag és dicsőség 2.                         | további magyar hang (2. szinkronváltozat) |                              |
| Hármas                                       | Gail                                      | Gabrielle Jourdan            |
| Házasokk                                     | Mandy                                     | Juliet Oldfield              |
| Hetvenöt                                     | további magyar hang                       |                              |
| Horrorra akadva 3.                           | Tabitha Kedves Tabitha                    | Marny Eng Naomi Lawson-Baird |
| Hóból is megárt a sok                        | Patty Crone                               | Desiree Lindsay              |
| Igazságot Natalee Hollowaynek                | további magyar hang                       |                              |
| Itt a földön                                 | Jennifer Cavanaugh                        | Elaine Hendrix               |
| Isten után az első                           | Zoyka                                     | Jekatyerina Vulicsenko       |
| Jack Ryan: Árnyékügynök                      | további magyar hang                       |                              |
| Jappeloup                                    | további magyar hang                       |                              |
| Kerül, amibe kerül                           | további magyar hang                       |                              |
| KicsiKÉM – Austin Powers 2.                  | további magyar hang                       |                              |
| Kis-nagy világ                               | további magyar hang                       |                              |
| Lúzer                                        | Annie                                     | Mollie Israel                |
| Mária, a skótok királynője                   | további magyar hang (4. szinkronváltozat) |                              |
| Még mindig lakótársat keresünk               | Kassia                                    | Aïssa Maïga                  |
| Millió dolláros bébi                         | további magyar hang                       |                              |
| Napforduló                                   | további magyar hang                       |                              |
| Az oroszlán, a boszorkány és a ruhásszekrény | további magyar hang                       |                              |
| Narnia Krónikái: Caspian herceg              | további magyar hang                       |                              |
| Nézz az égre!                                | további magyar hang                       |                              |
| Nincs út haza                                | Ronnie                                    | Bernadette Penotti           |
| Nitro                                        | további magyar hang                       |                              |
| Nyolc harang zúg                             | további magyar hang (2. szinkronváltozat) |                              |
| Ong-bak – A thai boksz harcosa               | további magyar hang                       |                              |
| Party gimi                                   | további magyar hang                       |                              |
| Péntek 13. – VI. rész: Jason él              | további magyar hang                       |                              |
| Pillangó-hatás 2.                            | további magyar hang                       |                              |
| Pusztító házibuli                            | további magyar hang                       |                              |
| Rosszbarátok                                 | Josie McBroom                             | Alice Eve                    |
| San Antonio                                  | Célestine Fitting                         | Armelle                      |
| Silent Hill – A halott város                 | Anna                                      | Tanya Allen                  |
| Sodródva                                     | további magyar hang                       |                              |
| Sodró lendület                               | további magyar hang                       |                              |
| Sose hátrálj meg!                            | Baja Miller (2. szinkronváltozat)         | Amber Heard                  |
| Sötétkékmajdnemfekete                        | további magyar hang                       |                              |
| Stephen King: Carrie                         | további magyar hang                       |                              |
| StreetDance 3D                               | Justine                                   | Rhimes Lecointe              |
| Sületlen paradicsom                          | Yu                                        | Lindsay Price                |
| Száz nap Palermóban                          | további magyar hang (2. szinkronváltozat) |                              |
| Szép még lehetsz                             | további magyar hang                       |                              |
| Szökés Sobiborból                            | további magyar hang (2. szinkronváltozat) |                              |
| Szupervihar – A teljes megsemmisülés         | további magyar hang                       |                              |
| Született gengszterek                        | Oxana                                     | Katheryn Winnick             |
| Született motorosok                          | további magyar hang                       |                              |
| Vadászat a gyilkos krokodilra                | további magyar hang                       |                              |
| Vámpír angyalok                              | Tanya                                     | Crystal Lowe                 |
| Végzetes kitérő                              | Amy                                       | Beau Garrett                 |
| Vincent, Francois, Paul és a többiek         | további magyar hang (2. szinkronváltozat) |                              |
| WALL·E                                       | Az Axiom egyik utasa                      |                              |

### Sorozatok
| Cím                                     | Szereplő              | Színész            |
| --------------------------------------- | --------------------- | ------------------ |
| Agymenők                                | Leslie Winkle         | Sara Gilbert       |
| Bűnös vágyak                            | Kenia Jaso Navarro    | Esmeralda Pimentel |
| Csajok, szilikon, ez lesz a Paradicsom! | Ximena                | Carolina Sepúlveda |
| Dél királynője                          | Soraya                | Lorena Santos      |
| Édes dundi Valentina                    | Ninfa                 | Prakriti Maduro    |
| Gyagyás család                          | Hilda Roldán González | Lola Berthet       |
| Kaliforgia                              | további magyar hang   |                    |
| Második esély                           | Patricia              | Roxana Peña        |
| Mindörökké szerelem                     | Natasha Baeza         | Manuela Ímaz       |
| Sarokba szorítva                        | Caramelo Vásquez      | Maritza Bustamante |
| Segítség kacsaszárnyakon                | Betty                 |                    |

### Animációs filmek
| Cím                                   | Szereplő            | Eredeti hang |
| ------------------------------------- | ------------------- | ------------ |
| Az eső gyermekei                      | nő                  | ?            |
| Blood – Az utolsó vámpír              | Sharon              |              |
| Perfect Blue                          | Rei                 | Niijama Siho |
| Rugrats – A fecsegő tipegők Párizsban | Susie Carmichael    | Cree Summer  |
| Shrek                                 | további magyar hang | ?            |
| Tokiói keresztapák                    | további magyar hang |              |

### Animációs sorozatok
| Cím                              | Szereplő                                   | Eredeti hang           |
| -------------------------------- | ------------------------------------------ | ---------------------- |
| A mesemondó                      | halász unokája, királykisasszony, kiskacsa |                        |
| Csajkommandó                     | Dvergr Viola Caprice                       | Minami Omi Tokunaga Ai |
| Death Note – A halállista        | további magyar hang                        |                        |
| Digimonszelídítők                | Rika Nonaka                                | Orikasza Fumiko        |
| Dragon Ball Z                    | a hercegnő szolgálója                      |                        |
| Galactik Football                | Tia                                        |                        |
| Kaleido Star                     | Rosetta Passel                             | Mizuhasi Kaori         |
| Kid vs. Kat                      | Phoebe                                     |                        |
| Marsupilami                      | további magyar hang                        |                        |
| Monster High                     | Toralei                                    |                        |
| Providence, a rejtélyes kisváros | további magyar hang                        |                        |
| Slayers – A kis boszorkány       | Paula (#15)                                |                        |
| Totál Dráma Sziget               | Éva                                        |                        |
| Vadmacska kommandó               | Meghan                                     |                        |
| Varázslatos álmok                | Plútó tündér (néhány epizód)               | Kavasima Csijoko       |